# Первомайский (Волоконовский район)
Первомайский — хутор в Волоконовском районе Белгородской области России. В составе Волчье-Александровского сельского поселения.

## География
Хутор расположен в восточной части Белгородской области, близ границы с Украиной, в 20,8 км по прямой к западо-северо-западу от районного центра Волоконовки. Ближайшие населённые пункты: Александровка в соседнем Шебекинском районе в 2 км по прямой к северо-западу и административный центр сельского поселения, село Волчья Александровка, в 3 км по прямой к юго востоку.

## Население
| 2002 | 2010 |
| ---- | ---- |
| 12   | ↘2   |